# Міхай Бабич
Мі́хай Ба́бич  (угор. Babits Mihály; *26 листопада 1883, Сексард — †4 серпня 1941, Будапешт) — угорський письменник і перекладач.

## Біографія
Закінчив 1905 Будапештський університет.

## Творчість
Автор збірок віршів
- «Листки з Ірідиного вінка» (1909),
- «Острів і море» (1925),
- «Боги вмирають, людина живе» (1929) та інше.

Поезія Бабича досить суперечлива за змістом, але визначальним у ній є гуманістичне спрямування.
Перу Бабича належать романи:
- казково-фантастична книга «Каліф-лелека» [Golyakalifa] (1916; рос.1989), в центрі котрої — драма роздвоєння особистості, орнаментована під східну фольклорную сказку;
- «Сини смерті» (1927);
- фантастична антиутопія «Пілот Ельза, або досконале суспільство» [Elza pilota avagy a tokeletes tarsadalom] (1933);

фантастична поема «Книга Йони-пророка» (1941) та фантастичні оповідання, частина з яких увійшла до збірки «Каліф-лелека» [A gólyakalifa: Regeny es nehany novella] (Budapest, Hungary: Athenaeum, 1916).
Інші збірки:
збірка оповідань «Різдвяна Мадонна» (1920), літературознавчі праці, зокрема «Історія європейської літератури» (1934).
Переклав «Божественну комедію» Данте, трагедії Софокла, деякі твори Е. По, Ш. Бодлера, П. Верлена, вірші середньовічних латинських поетів та інші. Українською мовою деякі вірші Бабича перекладали Ю. Шкробинець, Д. Павличко, І. Петровцій.

## Твори
Укр. перекл.— [Вірші]. В кн..: Шкробинець Ю. Угорська арфа. Ужгород, 1970.